# James Lafferty
James Martin Lafferty (Hemet, California; 25 de julio de 1985) es un actor y director estadounidense más conocido por interpretar a Nathan Scott en la serie de televisión One Tree Hill.

## Infancia
Lafferty nació el 25 de julio de 1985 en Hemet, California. Sus padres, Angie y Jeff Lafferty, son dueños de una empresa de construcción local. Tiene un hermano más joven, el actor Stuart Lafferty. Su madre le animó a él y a su hermano para que estudiaran actuación. Su carrera actoral comenzó a la edad de 6 años. A la edad de 10 años, obtuvo su primer papel protagónico en una obra escolar. Asistió a la Hemet High School, donde se destacó jugando al baloncesto para los Bulldogs, el equipo oficial de la institución. 
En 2003 se graduó en el instituto y se matriculó en la Universidad Estatal de California, Long Beach. Pero a la edad de dieciocho años, se mudó a Wilmington, Carolina del Norte, después de haber sido elegido como Nathan Scott en el drama adolescente One Tree Hill en la CW.

## Carrera
En 1997 Lafferty hizo su debut como actor en un pequeño papel - voz en la película Annabelle's Wish. En 2001, Lafferty consiguió un papel en la serie de televisión Emeril, en la que interpretó al hijo de Emeril. En 2002 protagonizó la película hecha para la televisión A Season on the Brink, una película basada en la adaptación del libro homónimo de  John Feinstein centrada en la temporada 1985-1986 del equipo de baloncesto universitario de la Universidad de Indiana. En esta ocasión interpretó el personaje de Steve Alford. Ha aparecido como invitado las series Once and Again, Get Real, y Boston Public.
En 2003, encontró su papel estelar cuando audicionó con éxito para el papel de Nathan Scott en la serie de televisión de drama adolescente WB One Tree Hill. Inicialmente, el estreno de la serie fue visto por 2,5 millones de espectadores, pero la audiencia siguió aumentando progresivamente a medida que la primera temporada estaba en el aire. Por su papel en la serie, tiene apariciones en las revistas Entertainment Weekly, Teen People y Elle Girl. One Tree Hill permaneció en antena durante 8 años, y en mayo de 2011 The CW renovó la serie para una novena temporada dando fin a la historia de los hermanos Scott. El último episodio se emitió el 4 de abril de 2012 hasta 1430000 espectadores. En el transcurso de las últimas temporadas, ha dirigido cuatro episodios de la serie de televisión. Lafferty ha recibido cuatro nominaciones a los Teen Choice Award por sus temporadas en la serie.
En 2008, Lafferty participó en la película de culto Donnie Darko. La producción comenzó el 18 de mayo de 2008 en Coalville, Utah y Magna, en un presupuesto de $4 millones. Fue lanzada en mayo de 2009, y fue muy mal acogida por la crítica.
En 2011, fue confirmado para protagonizar junto a su compañero de elenco en One Tree Hill, Stephen Colletti y su hermano, Stuart Lafferty, Wild Life: A New Generation of Wild. Debido a distintos problemas que provocaron demoras en su lanzamiento, el piloto finalmente se estrenó a través de Internet en mayo de ese mismo año y se puede ver en YouTube.

## Vida personal
Lafferty reside actualmente en Williamsburg, Brooklyn.
Él apoya al equipo de baloncesto profesional, Wilmington Sea Dawgs, parte de la liga de baloncesto. Actualmente trabaja sobre un docudrama sobre este equipo de baloncesto de liga menor en Wilmington, Carolina del Norte.
Lafferty solía ser cariñosamente llamado "Bebé James" por sus coprotagonistas de One Tree Hill porque él es el miembro más joven de los personajes principales: solo tenía 17 años cuando se filmó el piloto.
En diciembre de 2007, fue relatado por Rush y Molloy en Nueva York.
Lafferty juega básquet en sus ratos libres. Él jugó para Nueva Orleans en el Juego estelar 2008 NBA junto a Ne-yo, Terrell Owens, Taylor Hicks, y Amo P. Su equipo ganó 51-50 con Owens siendo llamado el Juego MVP.
El 27 de octubre de 2008, Chad Michael Murray exesposo de Sophia Bush, confirmó el romance entre Lafferty y Bush. «Sophia y yo somos lo suficientemente maduros para poder sobrellevarlo [dijo Murray]. Y ahora es fácil. Somos solo amigos, ella tiene a James, y James y yo somos amigos.» En octubre de 2009 se dio a conocer que su relación había terminado.
Estuvo saliendo con Eve Hewson, la hija de Bono, el cantante de U2. Fueron vistos en una carrera de caballos en Dublín el 31 de diciembre de 2010 y poco después pusieron punto final a su relación en el 2015.
El 7 de septiembre de 2020 se compromete con su pareja, la actriz Alexandra Park

## Filmografía
- Annabelle's Wish (1997) - Buster (voz)
- Get Real - Billy - episodio "The Last Weekend" (2000)
- Emeril (2000) - James Lagasse
- Fake I.D. Club - Él mismo
- Boston Public (2001) - Michael Scott (episodio ocho)
- Once and Again (2001) - Tad - Episodios: "Destiny Turns On The Radio", "The Sex Show" y "Tough Love"
- Boys on the Run (2001) - Joe Ferguson
- Once and Again (2002) - Tad
- Prep (2002) - Jackson
- First Monday (2002) - Andrew - Piloto de la serie.
- A Season on the Brink (2002) - Steve Alford
- Get Real (2002) - Billy - Episodio veintidós: "The Last Weekend"
- One Tree Hill (2003-2012) - Nathan Scott
- On Air With Ryan Seacrest (2004) - Invitado (cameo)
- Fake I.D. Club (2004) - Él mismo
- Teen Choice Awards (2004) - Él mismo, presentador
- Unscripted (2005) - Él mismo
- 2008 NBA All-Star Celebrity Game - Él mismo
- Teen vogue interview
- S. Darko - Iraq Jack / Justin Sparrow
- The Legend of Hell's Gate: An American Conspiracy (2011) - Eigson Howard
- Wild Life: A New Generation of Wild (2011-presente) - Él mismo, productor ejecutivo
- One Tree Hill: Always & Forever - Él mismo
- Lost on Purpose (2013) - Fever
- Crisis (2013) - Mr. Nash
- Sam (2013)
- Citizen Soldiers (2013)
- Oculus (2014) - Michael
- Waffle Street (2015) - Jimmy Adams
- Underground (2016) - Kyle Risdin
- Everyone Is Doing Great (2017) -  Jeremy Davis
- Small Town Crime (2017) - Tony Lama
- The Haunting of Hill House (2018) - Ryan